# Acipenser baerii
Lo storione siberiano (Acipenser baerii o Huso baerii Brandt, 1869), è un raro pesce osseo della famiglia degli Acipenseridi.

## Descrizione
Lo storione siberiano può raggiungere la lunghezza massima di circa 200 cm ed un peso di 210 kg, ma solitamente la media degli esemplari non supera i 65 kg di peso. Presenta muso allungato, più lungo della porzione post-oculare del capo, con bocca tubolare e protrattile situata in posizione ventrale, dal labbro inferiore interrotto da un'incisura mediana. Ai lati di essa si trovano quattro barbigli non sfrangiati, inseriti anteriormente. Le branchiospine presentano tubercoli sulla parte distale. La colorazione varia dal grigio-olivastro al marrone scuro, a seconda delle condizioni fisiologiche del pesce e di quelle ambientali. Sui fianchi il colore diviene progressivamente più chiaro, fino ad assumere una tinta biancastra sul ventre.

## Biologia

### Comportamento
Diversamente da molte altre specie di storioni, questa specie non è anadroma e trascorre l'intera esistenza in acqua dolce. Vive nelle zone più profonde dei grandi fiumi a corrente lenta o moderata. Si riproduce nel corso principale di essi, dove la corrente garantisce un buon tenore di ossigeno disciolto, su fondali misti a sabbia, ghiaia e ciottoli. Esistono popolazioni stanziali ed altre che compiono notevoli spostamenti per raggiungere le aree di fregola. Prima della costruzione dell'attuale sistema di dighe, le popolazioni del bacino del fiume Ob' si spingevano nell'interno risalendo il fiume anche per 3000 km. Attualmente migrano nel golfo dell'Ob' nel periodo invernale a causa dello stagionale calo della concentrazione di ossigeno disciolto nelle acque del fiume. Le popolazioni migratrici di A. b. stenorrhynchus, che vivono in regioni remote e relativamente incontaminate, sono le sole che compiono ancora lunghi spostamenti per raggiungere i quartieri di riproduzione. La maggioranza delle popolazioni di A. b. baicalensis, forma endemica del lago Bajkal, che vivono nell'area settentrionale del lago, vicino al delta del fiume Selenga e nelle baie del Barguzin e del Čivyrk, all'avvicinarsi del periodo di fregola risalgono il fiume per oltre 1000 km, penetrando anche nei tributari dei grandi affluenti Chikoi, Delgermörön, Orkhon e Tuul.

### Alimentazione
Le componenti principali della dieta dello storione siberiano sono costituite da organismi bentonici, tra cui predominano larve di chironomidi, crostacei anfipodi e isopodi, policheti e molluschi. In minore quantità, vengono catturati anche pesci e crostacei decapodi.

### Riproduzione
Le migrazioni per raggiungere i luoghi di fregola iniziano generalmente in autunno, mentre la fregola si svolge da maggio a giugno, quando la temperatura è compresa tra 9 e 18 °C. Da osservazioni svolte su femmine allevate in cattività, risulta che gli esemplari più giovani producono una quantità di caviale pari a circa il 10% del proprio peso; questa percentuale sale al 18-20% nelle femmine che hanno raggiunto o superato i 18 anni di età. Lo storione siberiano può raggiungere e superare i 60 anni di vita.

## Distribuzione e habitat
Questa specie è presente in tutti i fiumi siberiani che sfociano nel mare di Kara, nel mare di Laptev e nel mare della Siberia orientale: più precisamente è rinvenibile nei bacini dei fiumi Ob', Taz, Enisej, Pjasina, Chatanga, Anabar, Olenëk, Lena, Jana, Indigirka, Alazeja (dove però si spinge raramente) e Kolyma, nel lago Bajkal (appartenente al bacino dell'Enisej) e nei fiumi che si gettano in esso - Selenga, Barguzin e Angara superiore. Tuttavia, è maggiormente abbondante nei fiumi Ob', Enisej e Lena.
Questa specie era presente anche nelle acque del fiume Irtyš, che scorre nell'angolo nord-occidentale della provincia dello Xinjiang, in Cina. Tuttavia, le popolazioni qui presenti sono scomparse negli anni '50 e le piccole popolazioni che ancora vi si possono rinvenire sono il frutto di reintroduzioni a scopo ittico.

### Introduzioni in Europa
In Francia, nel dicembre 1999, a seguito di due gravi tempeste, diverse migliaia di avannotti e di femmine gravide di storione siberiano fuggirono dagli allevamenti per finire nel fiume Gironda. La sopravvivenza di questi esemplari e la loro interazione con le popolazioni selvatiche di storione comune non sono per ora note. In ogni caso non si può escludere del tutto la possibilità della comparsa di nuovi germi patogeni, di competizione alimentare e di ibridazioni con quest'ultima specie, a rischio critico di estinzione. In Germania, nel corso inferiore e negli estuari dei fiumi che si gettano nel Baltico ad est di Rostock è sempre più frequente la cattura di esemplari ibridi di storione comune e siberiano, probabilmente fuggiti da impianti di acquacoltura situati a monte o liberati in natura da proprietari di acquari a causa delle loro grandi dimensioni. In Italia la specie è stata introdotta negli impianti ittici negli anni '90 e fatta ibridare con lo storione cobice. Esemplari di storione siberiano, provenienti molto probabilmente dai numerosi laghetti di pesca sportiva, vengono occasionalmente catturati in acque libere. La presenza di questa specie potrebbe avere un impatto negativo sui tentativi di salvaguardia e reintroduzione di storione cobice nell'ambiente di origine.

## Tassonomia
Ne vengono riconosciute tre sottospecie:
- A. b. baerii Brandt, 1869;
- A. b. baicalensis Nikolskii, 1896;
- A. b. stenorrhynchus Nikolskii, 1896.

L'areale di A. b. baerii è limitato al bacino del fiume Ob'. A. b. stenorrhynchus vive nei bacini della Siberia orientale, nei sistemi dei fiumi Alazeja, Anabar, Chatanga, Enisej, Indigirka, Jana, Kolyma, Lena, Olenëk e Pjasina. A. b. baicalensis è endemica del lago Bajkal. Studi recenti mettono in dubbio la validità di queste sottospecie, suggerendo che A. baerii possa essere una specie monotipica, in grado di formare popolazioni continue nei grandi sistemi fluviali.

## Conservazione

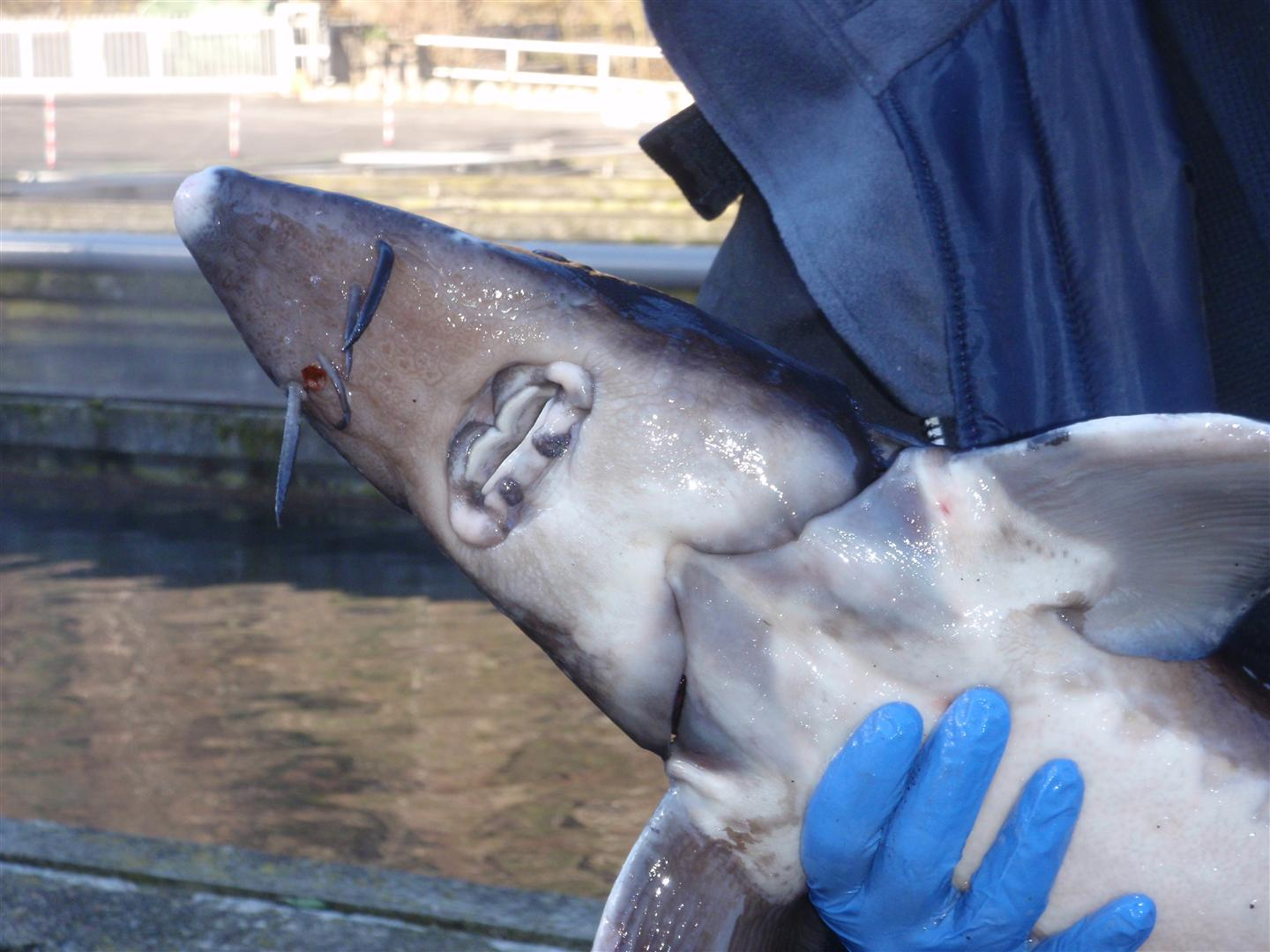
Femmina di storione siberiano in un impianto di acquacoltura di Les, in Val d'Aran (Spagna).

In Russia la maggior parte dell'areale della specie è andato perduto a causa della costruzione di dighe e sbarramenti invalicabili. Particolarmente colpite dalla frammentazione del corso dei fiumi sono state le forme migratrici, per le quali è risultato impossibile raggiungere le zone di riproduzione. L'aumento dell'inquinamento causato dai processi di estrazione di combustibili fossili e di quello derivante dall'uso dei pesticidi in agricoltura hanno gravemente compromesso la qualità dei corsi d'acqua siberiani, provocando gravi effetti sulla fisiologia dei pesci. È stata riscontrata soprattutto una diminuzione della fecondità in tutte le specie di storioni, a seguito della produzione di ovociti degenerati. Negli anni '80 il petrolio e i suoi derivati dispersi nel fiume Ob' superavano di dieci volte i limiti normalmente consentiti. Molti corsi d'acqua siberiani sono stati inquinati da sostanze radioattive e, nelle regioni orientali, dalle sostanze impiegate per l'estrazione dell'oro. Sullo status delle popolazioni di Cina e Kazakistan esistono solo scarse informazioni. Dai dati provenienti dalla Russia risulta comunque una perdita di aree di riproduzione pari a circa il 40%, il calo della fertilità ed una ovogenesi anormale, probabilmente indotta dalla radioattività.
La Russia ha inserito la popolazione del lago Bajkal nella propria Lista Rossa delle specie minacciate nel 1983 e quella del fiume Ob' nel 1990. Verso la fine degli anni '90 le autorità proibirono la pesca commerciale di tutte le specie di storioni nel bacino del fiume Enisej, a causa di un improvviso calo numerico delle popolazioni e della bassa fecondità riscontrata. Da quel momento è consentita la pesca, solo per studi scientifici e di monitoraggio, di solo 8 t di storione siberiano. Il provvedimento non appare sufficiente ad arrestare il declino della specie, principalmente a causa della crescita delle attività di pesca di frodo e delle attività illecite legate al commercio del caviale. A scopo di precauzione, alcuni scienziati russi stanno allevando esemplari di A. b. baicalensis in un impianto sperimentale nei pressi di Mosca, per fini di ricerca e di conservazione. Questa struttura produce annualmente 300 000 avannotti da reintrodurre nel bacino del lago Bajkal. Sulla lista rossa della IUCN lo storione siberiano viene classificato come «specie in pericolo» (Endangered).

### Pesca
La specie è molto apprezzata sia per la produzione di caviale che per la sua carne. La resa è di circa una tonnellata di caviale per venti tonnellate di carne. Lo storione siberiano figura tra le specie di storione più frequentemente allevate in cattività. A. b. stenorrhynchus viene fatto riprodurre con successo in vari paesi europei. Nel 1997, la produzione annuale di storione siberiano venne stimata in circa 200 t in Francia, 120 t in Italia e 10 t in Germania. In Francia la produzione di caviale da storioni siberiani di allevamento ha superato le 3 t nel 1999 e le 5 t nel 2000. Dal 1997 questa specie viene allevata in Italia per la carne e per la produzione di esemplari da destinare ai laghi privati di pesca sportiva.
In Russia il volume del pescato è in generale declino, probabilmente per le cause di origine antropica citate in precedenza e per l'eccessiva pressione di pesca. In ogni caso, la Russia è l'unico paese in cui vengono ancora effettuate catture in quantità significativa. La pesca industriale di questa specie non riveste più un ruolo economicamente importante. Ad esempio la quantità di storione siberiano pescato nel bacino dell'Ob'-Irtyš è calata dalle 1 410 tonnellate degli anni '30 alle 11 tonnellate del 1997. Attualmente la maggior parte della carne e del caviale di questa specie presente sul mercato proviene quasi esclusivamente da allevamenti.